# Besposhchadny (1939)
El destructor Besposhchadny (en ruso: Беспощадный, lit. 'Despiadado') fue uno de los destructores de la clase Gnevny (conocida oficialmente como Proyecto 7) construidos para la Armada Soviética a fines de la década de 1930. Completado en 1939, fue asignada a la Flota del Mar Negro. Después del inicio de la invasión alemana de la Unión Soviética en junio de 1941, el buque ayudó a colocar campos minados en Sebastopol. Durante el asedio de Odesa, el barco transportó tropas y suministros mientras proporcionaba apoyo de fuego naval a los defensores hasta que los bombarderos en picado alemanes lo paralizaron en septiembre. El Besposhchadny sufrió más daños por las bombas mientras todavía estaba en reparación en noviembre y los trabajos no se terminaron hasta casi un año más tarde.
El buque transportó tropas y suministros durante el resto del año y luego proporcionó apoyo de fuego durante un desembarco anfibio detrás de las líneas alemanas en el Cáucaso en febrero de 1943. Posteriormente bombardeó posiciones del Eje e intentó sin éxito interceptar convoyes alemanes frente a Crimea. Después de uno de esos intentos, el Besposhchadny y otros dos destructores fueron atacados por aviones alemanes en octubre. Después de repetidos ataques, fue hundido con solo cuarenta y un sobrevivientes.

## Diseño y desarrollo
Tras construir los destructores de clase Leningrado, grandes y costosos buques de 40 nudos (74 km/h), la Armada Soviética buscó la asistencia técnica de Italia para diseñar destructores más pequeños y más baratos. Obtuvieron la licencia de los planos de los destructores italianos de la clase Folgore y, al modificarlos para sus propósitos, sobrecargaron un diseño que ya no era demasiado  estable.
Los destructores de la clase Gnevny tenían una eslora total de 112,8 metros, una manga de 10,2 metros y un calado de 4,8 metros a toda carga. Los buques tenían un sobrepeso significativo, casi 200 toneladas más pesados de lo diseñado, desplazaban 1612 toneladas con carga estándar y 2039 toneladas a toda carga. Su tripulación constaba de 197 oficiales y marineros en tiempo de paz y 236 en tiempo de guerra.
Los buques contaban con un par de turbinas de vapor con engranajes, cada una impulsando una hélice, capaz de producir 48,000 caballos de fuerza en el eje (36,000 kW) usando vapor de tres calderas de tubos de agua que estaba destinado a darles una velocidad máxima de 37 nudos (69 km/h). Los diseñadores habían sido conservadores al calificar las turbinas y muchos, pero no todos, los buques excedieron fácilmente su velocidad máxima teórica durante sus pruebas de mar. Las variaciones en la capacidad de fueloil significaban que el alcance de los destructores de la clase Gnevny variaba entre 1.670 y 3.145 millas náuticas (3.093 a 5.825 km; 1.922 a 3.619 millas) a 19 nudos (35 km/h).
Tal y como estaban construidos, los buques de la clase Gnevny montaban cuatro cañones B-13 de 130 mm en dos pares de monturas individuales superfuego a proa y popa de la superestructura. La defensa antiaérea fue proporcionada por un par de cañones AA 34-K de 76,2 mm en monturas individuales y un par de cañones AA 21 K de 45 mm, así como dos ametralladoras AA de 12,7 mm DK o DShK. Llevaban seis tubos lanzatorpedos de 533 mm en dos montajes triples giratorios; cada tubo estaba provisto de una recarga. Los barcos también podrían transportar un máximo de 60 o 95 minas y 25 cargas de profundidad. Estaban equipados con un juego de hidrófonos Marte para la guerra antisubmarina, aunque eran inútiles a velocidades superiores a tres nudos (5,6 km/h). Los buques estaban equipados con dos paravanes K-1 destinados a detonar minas y un par de lanzadores de cargas de profundidad.

## Historial de Combate
Construido en el astillero n° 198 de Nikolayev (Astillero del Mar Negro), el Besposhchadny fue botado el 15 de mayo de 1936. El buque se completó el 22 de agosto de 1939 y fue puesto en servicio en la Flota del Mar Negro el 2 de octubre de 1939.
Cuando los alemanes invadieron la Unión Soviética el 22 de junio de 1941, el buque fue asignado a la 2.ª División de Destructores de la Flota del Mar Negro. Los días 23 y 25 de junio, el Besposhchadny colocó 114 minas defensivas frente a Sebastopol. El 9 de julio, la 2.º División de Destructores, que incluía a los destructores Járkov, Besposhchadny y sus buques gemelos los destructores Bodry, Boyky y Bezuprechny, hicieron un intento fallido de interceptar los envíos del Eje cerca de Fidonisi. El Besposhchadny encalló cerca del faro de Eupatoria el 14 de julio y dañó sus hélices.
Después de realizar las oportunas reparaciones, comenzó a escoltar buques de carga a Odesa mientras también transportaba suministros y tropas allí. Además, el destructor proporcionó fuego de apoyo con sus artillería principal. Del 14 al 17 de agosto, el Besposhchadny escoltó a los buques incompletos que estaban siendo evacuados de los astilleros de Mykolaiv. El destructor ayudó a escoltar los transportes que transportaban a la 157.ª División de Fusileros a Odesa del 16 al 21 de septiembre.
Mientras proporcionaba fuego de apoyo durante el desembarco anfibio en Grigorievka el 22 de septiembre, el Besposhchadny fue atacado por bombarderos en picado Junkers Ju 87 Stukas del StG 77. Casi volaron su proa y se dirigió a Odesa para reparaciones de emergencia. Al día siguiente, el destructor Soobrazitelny lo remolcó a Sebastopol.
El buque fue reparado usando la proa recuperada de su buque gemelo el Bystry. Mientras aún estaba en reparación, el Besposhchadny fue atacado por Junkers Ju-87 Stukas pertenecientes al StG 77 el 12 de noviembre; lo alcanzaron una vez en la sala de calderas de popa y también sufrió daños considerables de varias explosiones cercanas. Las bombas dañaron gravemente su maquinaria de propulsión y provocaron un gran incendio. Fue atracado en dique seco para reparaciones de emergencia y finalmente remolcado a Poti (Georgia) tres días después por el destructor Shaumyan para reparaciones adicionales que duraron hasta septiembre de 1942.
Mientras aún estaba en reparación, el Besposhchadny recibió la Orden de la Bandera Roja el 4 de abril. El buque completó sus pruebas de mar posteriores a la reparación y su funcionamiento el 9 de octubre y ayudó a transportar a las Brigadas de Fusileros de la Guardia 8.º, 9.º y 10.º y otras tropas de Poti a Tuapse del 19 al 28 de octubre. El 29 de noviembre, el Besposhchadny y el Boyky recibieron la tarea de atacar a los buques del Eje frente a la costa búlgara y bombardear el puerto de Mangalia (Rumania). No pudieron localizar ningún barco y confundieron las rocas costeras con un convoy en medio de una densa niebla el 1 de diciembre, disparando 141 proyectiles con sus cañones principales y seis torpedos contra ellos. El Besposhchadny, junto con el crucero ligero Krasny Kavkaz y el destructor Nezamozhnik, transportaron a la 9.ª División de Fusileros de Montaña y otras tropas desde Batumi (Georgia) a Tuapse a principios de diciembre. Junto con el destructor Soobrazitelny, el Besposhchadny cubrió la salida de una división de dragaminas frente a la costa rumana y luego patrullararon sin éxito al sur de Fidonisi el 26-29 de diciembre, sin encontrar objetivos que atacar.
El 1 de febrero de 1943, el destructor bombardeó posiciones alemanas alrededor de Novorossíisk con 206 proyectiles de sus cañones de 130 mm. El 4 de febrero, proporcionó fuego de apoyo durante el desembarco anfibio al oeste de Novorossíisk, disparando 151 proyectiles de iluminación y 56 proyectiles de alto explosivo. El 13 de febrero, el Besposhchadny disparó 105 obuses contra las tropas del Eje cerca de Anapa. Durante el resto del mes, el barco ayudó a transportar 8.037 soldados desde Tuapse a Gelendzhik. En la noche del 30 de abril al 1 de mayo, el Boyky y el Besposhchadny bombardearon posiciones del Eje en la península de Kerch y luego el barco bombardeó Alushta en la noche del 20 al 21 de mayo (véase batalla de la península de Kerch).

## Hundimiento
Junto con los destructores Boyky y Sposobny, el buque hizo un intento fallido, el 30 de septiembre de 1943, de interceptar los transportes alemanes que evacuan a las tropas y el equipo de la cabeza de puente de Kuban (véase Batalla de Kuban). 
Durante la noche del 5 al 6 de octubre, los destructores Járkov, Besposhchadny y Sposobny intentaron interceptar los convoyes de evacuación alemanes frente a la costa de Crimea, pero nuevamente no tuvieron éxito. el Járkov bombardeó las ciudades de Yalta y Alushta mientras los otros dos destructores más pequeños navegaban al vapor para hacer lo mismo con Feodosia. Estos dos últimos destructores fueron atacados por cinco lanchas torpederas alemanas de la 1ª Flotilla S-Boat en ruta. Los alemanes no pudieron alcanzar ninguno de los destructores y el Sposobny reclamó un impacto en el S-45. En su camino de regreso a casa, los tres barcos fueron avistados por aviones de reconocimiento alemanes y luego fueron atacados por Junkers Ju-87 Stukas pertenecientes al Sturzkampfgeschwader 3 (ala de bombarderos en picado), el Járkov fue dañado por un primer ataque y tuvo que ser remolcado por el Sposobny. El segundo ataque dañó los tres barcos y el Sposobny tuvo que remolcar los destructores Besposhchadny y Járkov. El siguiente ataque hundió tanto al Járkov como al Besposhchadny con solo 41 tripulantes rescatados de este último. El Sposobny fue hundido por la cuarta ola de bombarderos mientras intentaba rescatar a los supervivientes. Este incidente llevó a  Stalin a emitir una orden prohibiendo el uso de barcos del tamaño de un destructor o más grandes sin su permiso expreso.
El 6 de octubre de 1943, debido al fiasco de la incursión y a las graves pérdidas sufridas por la Flota del Mar Negro, el Almirante Lev Vladímirski fue destituido del puesto de comandante de la Flota del Mar Negro y reducido en rango militar a contraalmirante.